# Pranas Vilkas
Pranas Vilkas (* 17. April 1936 in Gaižiūnai, Wolost Jonava) ist ein litauischer Ingenieur und Politiker.

## Leben
Von 1942 bis 1946 lernte er in der Grundschule Skaruliai bei Jonava und nach dem Abitur 1954 an der Mittelschule Jonava absolvierte er von 1954 bis 1959 das Diplomstudium der Mechanik am Kauno politechnikos institutas. Von 1960 bis 1961 lehrte er am Vilniaus pedagoginis institutas.
Von 1962 bis 1991 arbeitete er am Forschungsinstitut  „Precizika“ als leitender Ingenieur und stellvertretender Direktor. Von 1991 bis 2000 war er Generaldirektor von UAB „Brown and Sharpe-Precizika“ und von 2000 bis 2008 Mitglied im Seimas. 
Ab 1973 war er Mitglied von  KPdSU, von 2000 bis 2002 von Lietuvos liberalų sąjunga,  ab 2003 der Liberalų demokratų partija und seit 2004 der  Darbo partija.
Er ist verheiratet. Mit Frau Regina hat er den Sohn Gintautas. 